# Морська пані
«Морська леді» (англ. The Sea Lady) — фантастичний роман англійського письменника Герберта Веллса. Написаний в 1902 році. Роман публікувався з липня по грудень 1901 року в журналі Pearson's Magazine, а потім був виданий окремою книгою у видавництві Methuen. Натхненням для написання роману став погляд Веллса на Мей Нісбет, доньку драматичного критика «Таймс», у купальному костюмі, коли вона приїхала в гості до Сендгейта, і Веллс погодився оплачувати її навчання після смерті батька.

## Сюжет
Для модного і багатого Рендольфа Бантігса це був просто ще один день на пляжі. Був, поки Фред не зауважив таємничу даму в червоній сукні, яку, як йому здавалось, відносило далеко в море. Він вирішає допомогти. Фред достається до неї і виводить її благополучно на берег. Йому тепло аплодували — зрештою, не кожен день, такий ажіотаж. І тільки пізніше, всі вони побачили, що ця дама була не зовсім «нормальною» — насправді, якщо бути точним, вона була з хвостом…

## Культурні посилання
Міс Аделіна Глендауер, старша зі зведених сестер Глендауер, є пристрасною читачкою Мері Августи Ворд (місіс Хамфрі Ворд). Її приморське чтиво — сер Джордж Трессаді, і її порівнюють з однойменною героїнею «Марселли», обох романів Мері Августи Ворд. Марселла (леді Марселла Максвелл, уроджена Бойс) є головною героїнею обох романів.